# Protesty w Kirgistanie (2020)
Protesty w Kirgistanie – protesty w 2020 roku zainicjowane przez kirgiską opozycję, które doprowadziły do rezygnacji ze stanowiska prezydenta Kirgistanu Sooronbaja Dżeenbekowa. Rozpoczęły się od ogłoszenia wyników wyborów parlamentarnych uznanych przez opinię publiczną za sfałszowane. Był to trzeci pospolity zryw w Kirgistanie w ciągu 15 lat, który doprowadził do radykalnych zmian na najwyższych szczeblach władzy.

## Przebieg protestów
4 października, po zakończonym głosowaniu i podaniu wstępnych wyników wyborów, członkowie partii Social-demokrattar jako jedni z pierwszych wyszli na ulice Biszkeku, twierdząc, że wybory należy uznać za nieważne. W podobnym tonie wygłosił oświadczenie lider ugrupowania Respublika Mirlan Dżeenczorojew. Następnego dnia liderzy pięciu ugrupowań: Reforma, Czon Kazat, Yjman Nuru, Meken Yntymagy oraz ORDO ogłosiły połączenie sił, jednocześnie nie uznając wyników wyborów. Doszło do masowych protestów, w których udział wzięli zwolennicy wszystkich partii, którym nie udało się dostać do Parlamentu (z wyjątkiem Partii Weteranów). Milicja w stolicy kraju użyła siły wobec protestujących. Wśród poszkodowanych znalazł się m.in. Dżanarbek Akajew. W wyniku zamieszek doszło do uwolnienia z aresztu śledczego byłego prezydenta Ałmazbeka wraz z dziewięciorgiem jego zwolenników. Oswobodzeni zostali również: były mer Biszkeku Albek Ibraimow, byli premierzy Sapar Isakow i Dżantörö Satybałdijew oraz byli deputowani Sadyr Dżaparow i Rawszan Ddżeenbekow. Do kraju powrócił również skazany zaocznie za defraudację publicznych pieniędzy były mer Osz Melis Myrzakmatow włączając się aktywnie w protesty. 9 października doszło do ostrzelania przez nieznanych sprawców samochodu Atambajewa, który nie doznał żadnych obrażeń. Kolejnego dnia doszło do jego zatrzymania przez siły specjalne. Razem z nim zatrzymani zostali członkowie rodziny oraz ochroniarze.
W obliczu narastających niepokojów w państwie prezydent Dżeenbekow zaprosił na spotkanie 6 października liderów wszystkich 16 partii uczestniczących w wyborach. Wygłosił on również orędzie do narodu, w którym wezwał do zachowania spokoju i postępowania zgodnie z prawem. 7 października zorganizowano nadzwyczajną sesję parlamentu, na której miało dojść do przegłosowania jego dymisji. Nie nastąpiło to jednak z powodu braku kworum. W oświadczeniu wydanym 9 października ogłosił gotowość zwolnienia urzędu pod warunkiem powrotu państwa „na ścieżkę prawa”. Ogłosił również wprowadzenie na terenie całego kraju stanu wyjątkowego.
Po przejęciu przez protestujących budynku Parlamentu 6 października zwołane zostało nadzwyczajne posiedzenie Dżongku Kengesz jeszcze trwającej IV kadencji na którym powołani zostali: na stanowisko premiera Sadyr Dżaparow oraz na stanowisko toraga Myktybek Abdyldajew W głosowaniu tym wzięło udział 65 parlamentarzystów. Tego samego dnia doszło do spotkania innych około 50 deputowanych (m.in. z partii Ata Meken oraz Bir-Boł), który ogłosili działania te działania nielegalnymi. 8 października partie Ata Meken, Bir Boł, Respublika oraz Reforma zawiązały koalicję pod nazwą Акыркы умут (pol. „Ostatnia nadzieja”). Następnego dnia ogłosiły wysunięcie kandydatury Ömürbeka Babanowa na urząd premiera oraz Tileka Toktozagijewa na urząd pierwszego zastępcy.  
Równolegle do tych działań Kubatbek Boronow wraz ze swoim gabinetem opublikował odezwę, w której oznajmili, że w dalszym ciągu będą wypełniać powierzone im obowiązki. Pierwsze po protestach spotkanie członków rządu miało miejsce 8 października. Omawiane były m.in. kwestie związane z pandemią koronawirusa. Niemniej jednak kolejnego dnia została zatwierdzona przez prezydenta decyzja o jego dymisji. 
Do ponownego głosowania doszło 10 października, kiedy w państwowej rezydencji Ała-Arcza kandydaturę Dżaparowa poparto jednogłośnie. W głosowaniu wzięło udział 51 deputowanych, a 10 kolejnych upoważniło innych do oddania głosu w ich imieniu. Wybrany został również skład rady ministrów. Funkcję pierwszego wicepremiera objął Ałmazbek Baatyrbekow. Kwestia ważności głosowania została jednak podana w wątpliwość przez ekspertów oraz polityków (m.in. Aidę Kasymalijewą, czy Feliksa Kułowa).  13 października ówczesny prezydent odmówił podpisania postanowienia o wyborze na urząd premiera Dżaparowa argumentując swoją decyzję brakiem kworum podczas głosowania. Ustawa wróciła do ponownego rozpatrzenia w parlamencie. Do ponownego głosowania doszło 14 października. Po raz kolejny jednogłośnie została poparta kandydatura Dżaparowa. Pierwszym wicepremierem został Artiem Nowikow, wicepremierami Rawszan Sabirow, Maksat Mamytkanow oraz Aida Ismailowa. Tego samego dnia postanowienie zostało podpisane przez prezydenta.  
15 października decyzję o swojej dymisji ogłosił Sooronbaj Dżeenbekow. Zgodnie z artykułem 68 kirgiskiej konstytucji obowiązki przejąć powinien toraga – Kanatbek Isajew. Odmówił on jednak tego. W związku z tym pełniącym obowiązki prezydenta ogłosił się premier Sadyr Dżaparow.   
W wyniku protestów zrezygnował również mer Biszkeku Aziz Surakmatow. Pełniącym obowiązki został wybrany Dżooszbek Kojenalsjew. Wybory te skrytykowane zostały m.in. przez Związek Samorządów Kirgiskiej Republiki nazywając je niespełniającymi wymogów prawnych.

## Reakcje międzynarodowe
- Chińska Republika Ludowa: 7 października 2020 rzeczniczka chińskiego MSZ Hua Chunying oświadczyła: „Jako przyjazny sąsiad i wszechstronny partner strategiczny, Chiny mają szczerą nadzieję, że wszystkie strony w Kirgistanie mogą zgodnie z prawem rozwiązać problem poprzez dialog i konsultacje oraz dążyć do stabilności w państwie. najszybciej jak to możliwe”[36].
- Federacja Rosyjska: 7 października 2020 rosyjski prezydent Władimir Putin stwierdził, że Rosja jest zaniepokojona niepokojami politycznymi w pobliskim Kirgistanie i ma nadzieję na szybki powrót do stabilizacji. Rosja zapewniła również, że pozostaje w kontakcie ze wszystkimi stronami konfliktu i ma nadzieję, że proces demokratyczny zostanie przywrócony[37]. Następnego dnia rzecznik prasowy prezydenta Rosji Dmitrij Pieskow powiedział: „Sytuacja wygląda na bałagan i chaos”, a Rosja została zobowiązana traktatem bezpieczeństwa, aby zapobiec całkowitemu załamaniu sytuacji w kraju[38].
- Stany Zjednoczone: Amerykańska ambasada w Biszkeku wyraziła poparcie dla Sooronbaja Dżeenbekowa, stwierdzając 13 października 2020, że „Stany Zjednoczone popierają wysiłki prezydenta Dżeenbekowa, przywódców politycznych, społeczeństwa obywatelskiego i prawników, aby przywrócić porządek konstytucyjny w życiu politycznym kraju. Jest jasne, że jedną z przeszkód dla postępu demokratycznego jest próba wywierania wpływu przez zorganizowane grupy przestępcze na politykę i wybory”[39].
- Unia Europejska: Unia Europejska wezwała wszystkie siły polityczne w kraju do działania w ramach konstytucji i pokojowego rozstrzygania sporów[40].